# Collioure
Collioure (catalansk: Cotlliure) er en by og kommune i departementet Pyrénées-Orientales i Sydfrankrig. Collioure ligger også i Roussillon, som er den franske del af Catalonien.
Collioure er en gammel fiskerby og er kendt for sine ansjoser. Siden slutningen af det 19. århundrede har mange kunstmalere som f.eks Matisse og Picasso opholdt sig i byen. I dag besøges byen af et stort antal turister hvert år.

## Geografi
Collioure ligger ved Middelhavet tæt på den spanske grænse. Kommunen domineres af bjergkæden Les Albères, som er en del af Pyrenæerne.
Mod nord ligger Argelès-sur-Mer og mod syd Port-Vendres.

## Historie
Flere stendysser bevidner at området omkring Collioure har været beboet siden 3000 fvt.
Byens slot nævnes allerede i 673 og viser hvor vigtig byen var under visigoternes rige, som dækkede Den Iberiske Halvø og dele af Sydfrankrig.
Slottet og byen tilhørte herefter Roussillons grever, som under forskellige konger herskede i Roussillon : Aragoniens konger 1172 – 1276, derefter Mallorcas konger indtil 1343, hvorefter det blev Aragoniens konger igen. I perioden 1242 – 1280 blev slottet ombygget. Herefter blev det kongelig residens. I denne periode var Collioure Roussillons vigtigste havn og der var især under Aragonien en livlig handel. Man eksporterede klæder, vin og olie og importerede krydderier, orientalske tekstiler og andre eksotiske produkter.
Roussillon blev fra 1475 – 1481 besat af den franske konge Ludvig 11., som udbyggede Collioure med fæstninger, som senere er blevet erstattet af nyere konstruktioner. Hans efterfølger, Karl 8. af Frankrig, gav Roussillon til Ferdinand II af Aragonien. Dennes efterfølger Charles V udbyggede byens fæstninger.
I 1643 blev byen erobret af franske tropper. Med Pyrenæerfreden i 1659 blev hele Roussillon og dermed også Collioure en del af Frankrig. Ludvig 14.s fæstningsbygger Vauban ønskede at gøre Collioure til en garnisionsby og rev den gamle bydel ned for at udvide slottet og byggede to nye forter Saint-Elme og Mirador. Befolkningen, der var truet af deportation til Port-Vendres, fik lov til at genopføre byen i sin nuværende position.
Under Pyrenæerkrigen blev byen i december 1793 besat af spanske tropper, men generobret af general Dugommier i maj 1794.
I første halvdel af det 19. århundrede skete der en kraftig økonomisk vækst i byen takket være fiskeri – især efter ansjoser – og vindyrkning. I 1857 toppede indbyggertallet med 3846, hvorefter det faldt til 2830 i 1901, formentligt pga. konkurrence fra nabobyen Port-Vendres.

## Kultur
I 1905 kom Henri Matisse til Collioure for at male. Han fik snart selskab af André Derain og sammen skabte de den stilart, der blev kaldt fauvisme. De blev inspireret af en række motiver i byen som havnen, slottet, klokketårnet og de smalle stræder.
En række andre malere fulgte efter. Albert Marquet, Juan Gris, Georges Braque, Picasso, Raoul Dufy og Tsugouharu Foujita har alle malet i Collioure.

## Demografi

### Udvikling i folketal
| 1793 | 1800 | 1806 | 1821 | 1831 | 1836 | 1841 | 1846 | 1851 |
| ---- | ---- | ---- | ---- | ---- | ---- | ---- | ---- | ---- |
| 2050 | 1981 | 2655 | 3210 | 3272 | 3274 | 3263 | 3664 | 3507 |

| 1856 | 1861 | 1866 | 1872 | 1876 | 1881 | 1886 | 1891 | 1896 |
| ---- | ---- | ---- | ---- | ---- | ---- | ---- | ---- | ---- |
| 3846 | 3470 | 3651 | 3632 | 3585 | 3622 | 3707 | 3411 | 3321 |

| 1901 | 1906 | 1911 | 1921 | 1926 | 1931 | 1936 | 1946 | 1954 |
| ---- | ---- | ---- | ---- | ---- | ---- | ---- | ---- | ---- |
| 2940 | 2971 | 3137 | 3121 | 3103 | 3111 | 3018 | 2516 | 2587 |

| 1962                                                              | 1968 | 1975 | 1982 | 1990 | 1999 | 2006 | 2012 | 2017 |
| ----------------------------------------------------------------- | ---- | ---- | ---- | ---- | ---- | ---- | ---- | ---- |
| 2398                                                              | 2525 | 2516 | 2527 | 2726 | 2763 | 2937 | 3082 | 2427 |
| Tal fra og med 1962 er uden dobbelttælling (sans doubles comptes) |      |      |      |      |      |      |      |      |

## Seværdigheder
- Kirken Notre-Dame-des-Anges blev bygget 1684 – 1691 i gotisk middelalderstil med et særegent klokketårn, som oprindeligt var et gammelt fyrtårn, der markerede havnen i Collioure. Kirken er omgivet af vand på tre sider. I slutningen af det 17. århundrede blev den den gamle middelalderkirke i Collioure revet ned efter ordre fra Vauban. Byen opnåede dog tilladelse til at opføre en ny kirke, som blev passeret på klipperne op af det gamle fyrtårn. Da planerne for Collioures udbygning som militærhavn blev opgivet forsvandt behovet for et fyrtårn og det blev derefter brugt som klokketårn. Først 100 år senere i 1809 besluttede kommunen at bygge en kuppel på toppen af kirken inspireret af en original model fra Toscana.